# Isola del Piano
Isola del Piano est une commune italienne de la province de Pesaro et Urbino dans la région des Marches en Italie.

## Administration
| Période                              | Période  | Identité         | Étiquette       | Qualité |
| ------------------------------------ | -------- | ---------------- | --------------- | ------- |
| 29 mars 2010 (réélu en 2015 et 2020) | En cours | Giuseppe Paolini | Isola nel Mondo |         |

### Hameaux
Castelgagliardo

### Communes limitrophes
Fossombrone, Montefelcino, Urbino